# Jukka Piironen
Juho „Jukka“ Ensio Piironen (* 11. August 1925 in Leppävirta; † 5. März 1976 in Helsinki) war ein finnischer Leichtathlet, der sich auf den Stabhochsprung spezialisiert hatte. Er war Europameisterschaftsdritter 1950 und 1954.

## Sportliche Karriere
Piironen startete für Maaningan Tarmo.
Bei den Europameisterschaften 1950 in Brüssel siegte der Schwede Ragnar Lundberg mit 4,30 Meter, vor zwei Finnen die beide 4,25 Meter überquert hatten. Valto Olenius erhielt die Silbermedaille, da er die 4,25 im ersten Versuch gemeistert hatte, während Piironen das erst im dritten Versuch gelang.
1952 bei den Olympischen Spielen in Helsinki erreichten mit Erkki Kataja, Jukka Piironen und Valto Olenius alle drei Finnen das Finale mit in der Qualifikation gesprungenen 4,00 Meter. Im Endkampf wurde Olenius Fünfter mit 4,30 Meter, Kataja belegte mit 4,10 Meter den zehnten Rang. Nur Piironen konnte die Qualifikationshöhe im Finale nicht wiederholen und kam mit 3,80 Meter auf den 18. Platz.
Zwei Jahre später bei den Europameisterschaften 1954 in Bern übersprangen insgesamt 20 Athleten die Qualifikationshöhe von 4,05 Meter, darunter auch die drei Finnen Eeles Landström, Lennart Lindberg und Jukka Piironen. Im Finale wurde Lindberg Zehnter mit 4,20 Meter. Fünf Springer überquerten 4,30 Meter und zwei Springer erreichten 4,40 Meter. Eeles Landström siegte vor Ragnar Lundberg. Dahinter erhielten Jukka Piironen und der Brite Geoff Elliott beide eine Bronzemedaille, da sie die gleiche Anzahl von Fehlversuchen hatten. Der Ungar Tamás Homonnay wurde wegen eines Fehlversuchs bei 4,10 Meter Fünfter.
Am 31. März 1956 sprang Piironen in der Halle von Otaniemi 4,32 Meter, damit übertraf er seine Freiluftbestleistung um zwei Zentimeter.